# 501 (số)
501 (năm trăm linh một) là một số tự nhiên ngay sau 500 và ngay trước 502.